# ABU TV Song Festival 2018
La Settima edizione dell'ABU TV Song Festival si è svolta il 2 ottobre 2018 presso il Palaghiaccio di Ashgabat, Turkmenistan.

## Organizzazione
L'evento, presentato da Tahyr Hojaev e Zybagozel Muhammedova si è svolto in coincidenza della 55ª Assemblea generale dell'Asia-Pacific Broadcasting Union (ABU).
Un totale di sedici Paesi ha preso parte al Festival con Benin, Russia e Uzbekistan alla loro prima partecipazione. Il Benin ha rappresentato l'African Union of Broadcasting (AUB). Da segnalare il ritorno di Turchia e Kirghizistan, mentre Zambia, Malesia e Cina non hanno partecipato.

## Paesi / Regioni partecipanti
| #  | Stato         | Artista                               | Canzone                     | Lingua               |
| -- | ------------- | ------------------------------------- | --------------------------- | -------------------- |
| 1  | Afghanistan   | Negar Mandegar                        | "Delbar"                    | Pashto               |
| 2  | Indonesia     | Lana Nitibaskara                      | "Reach For The Stars"       | Inglese, Indonesiano |
| 3  | Kazakistan    | Nursultan Zhexenbin                   | "I'm inflamed"              | Kazako               |
| 4  | Giappone      | Aoi Eir                               | "Ignite"                    | Giapponese           |
| 5  | Turkmenistan  | Myahri Pirgulyeva                     | "Mondjukatdy"               | Turkmeno             |
| 6  | Hong Kong     | Thye Cho Yee                          | "Chasing Dream"             | Cantonese            |
| 7  | Russia        | Indzhihan Gulmuhometova               | "My Turkmenistan"           | Russo                |
| 8  | Kirghizistan  | Gulzhigit Kalykov                     | "Rain"                      | Kirghiso             |
| 9  | Benin         | Tiboy Shalla                          | "Numba"                     | Francese             |
| 10 | India         | Kushal Paul & Mehul Grover            | "Raaj Kapoor Medley"        | Hindi                |
| 11 | Turchia       | Güliz Ayla & Bahadır Tatlıöz          | "Kimin umrunda"             | Turco                |
| 12 | Corea del Sud | K.Will                                | "Talk Love/Please don't..." | Coreano              |
| 13 | Macao         | Germano Bibi Guilherme                | Nai de zhu jimo             | Mandarino            |
| 14 | Turkmenistan  | Begench Charyev                       | "Love"                      | Turkmeno             |
| 15 | Maldive       | Mohamed Abdul Ghanee & Mariyam Ashfa  | "Flower"                    | Maldiviano           |
| 16 | Vietnam       | Pham Khanh Linh                       | "Back to winter"            | Vietnamita           |
| 17 | Uzbekistan    | Fahriddin Hamdamova                   | "Come to me"                | Uzbeko               |
| 18 | Turkmenistan  | Gulshat Gurdova & Parahat Amandurdyev | "Turkmenistan"              | Turkmeno             |